# Piast Sieradz
Ludowy Klub Sportowy Piast  – wielosekcyjny klub sportowy mający siedzibę w Sieradzu. Klub powstał na bazie działającego od 1968 roku przy PZGS w Sieradzu, Ludowego Zespołu Sportowego "Piast". Pierwszym prezesem był Andrzej Sułkowski. Na początku w klubie działały dwie sekcje: zapasy w stylu wolnym i szachowa. W 1976 roku przejęto z klubu Warta Sieradz sekcję podnoszenia ciężarów. 

## Sekcja zapaśnicza
W 1974 klub występował w I lidze zapaśniczej. 12 lutego 1976 roku w Sieradzu odbył się zapaśniczy mecz pomiędzy Polską a Stanami Zjednoczonymi. Mecz wygrała Polska 6:5. W dniach 26-29 sierpnia 1976 roku w nowo oddanej sali gimnastycznej odbył się XI Turniej Przyjaźni Krajów Demokracji Ludowej w zapasach w stylu wolnym i klasycznym.
Najlepszym zawodnikiem w historii był Jan Szymański. Trzykrotny medalista mistrzostw Europy. Olimpijczyk z Moskwy (1980).
Stanisław Wielowski był członkiem kadry narodowej.
Trener klubu w latach 70., Ryszard Klimas był trenerem reprezentacji Polski w zapasach podczas igrzysk w Barcelonie w 1992 roku. W 2012 roku Łukasz Ślęzak zajął trzecie miejsce w mistrzostwach Polski. Poza tym zawodnicy klubu zdobyli wiele medali w kategoriach juniorów, kadetów i młodzików.

## Sekcja szachowa
Sekcja szachowa również miała kilka sukcesów.
Marcin Kamiński w 1989 zdobył tytuł szachowego mistrza świata juniorów. W 1990 Mistrzem Polski juniorów do lat 18 został Lech Sopur.

## Sekcja podnoszenia ciężarów
Sukcesy w mistrzostwach i spartakiadach młodzików. W 1977 złoty medal na V Ogólnopolskiej Spartakiadzie Młodzików zdobył Hieronim Białczak.